# کوه آفن هورن
کوه آفن هورن (به لاتین: Ofenhorn) یک کوه در سوئیس است که در کانتون وله واقع شده‌است. کوه آفن هورن ۳٬۲۳۵ متر بالاتر از سطح دریا واقع شده‌است.